# 오다 히사후미
오다 히사후미(일본어: 小田久史 3월 2일~ )는 일본의 성우이다.

## 출연 작품

### TV 애니메이션
2003년
- 출격! 머신로보 레스큐(제이)

2004년
- 음양대전기(아스카 유마)
- 기동전사 건담 SEED DESTINY(비노 듀플레)

2006년
- 갤럭시 엔젤룬(카즈야 시라나미)

2010년
- 크게 휘두르며 여름대회편(이치하라 유타카)

2011년
- 골판지 전기(카이도 진)
- 스위트 프리큐어(오지 마사무네)